# محامي عام
المحامي العام هو أحد كبار مسؤولي القانون في اختصاص قضائي آخر، مهمته عادة هي تقديم المشورة للمحكمة أو الحكومة بشأن المسائل القانونية 
محام عام هو المحامي الذي يمتلك صلاحيات قانونية في مدار اختصاصه. ويقوم بممارسة مهامه ويقوم بعمله تحت إشراف النائب العام. ويمارس المحامي العام بعض مهام النائب العام نيابةً عنه بحكم القانون.

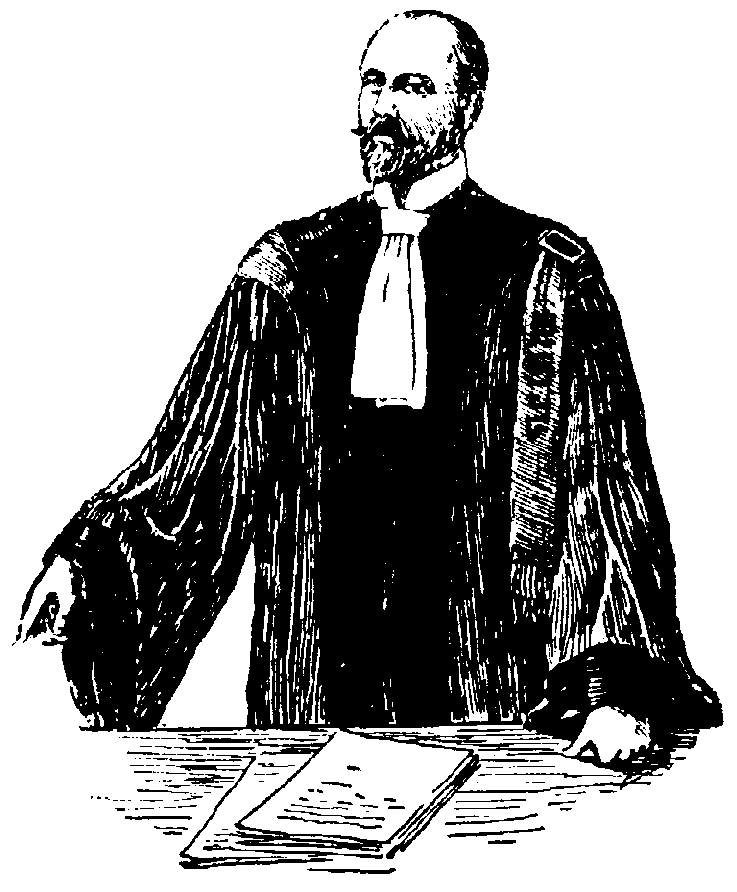
صور لشخصية يرتدي الزي الرسمي للمحامي

## الهند
في الهند، المحامي العام هو مستشار قانوني لحكومة الولاية. وقد تم إنشاء هذا المنصب بموجب دستور الهند ويقابل منصب النائب العام للهند على المستوى الاتحادي أو المركزي أو على مستوى حكومة الاتحاد.

## باكستان
في باكستان، المحامي العام لمنطقة البنجاب هو منصب دستوري وسلطة يتم التعيين لها حسبما ينبغي بموجب المادة 140 من دستور جمهورية باكستان الإسلامية.

### المحامي العام لمنطقة البنجاب
المحكمة العليا في لاهور، لاهور، باكستان - 54000
المحامي العام لمنطقة البنجاب هو منصب دستوري وسلطة يتم التعيين لها حسبما تقضي المادة 140 من دستور جمهورية باكستان الإسلامية. يتم تعيين الشخص المؤهل للتعيين كقاضٍ للمحكمة العليا كمحامٍ عام للمنطقة. ويكون هو المسؤول القانوني الرئيسي للمنطقة.
من مهام المحامي العام تقديم المشورة لحكومة المنطقة فيما يتعلق بالمسائل القانونية، وأداء تلك المهام الأخرى ذات الطابع القانوني، حيث يجوز من وقت لوقت أن تحال له أو يكلف بها من قبل حكومة المنطقة، وتحرير المهام المسندة إليه بموجب دستور جمهورية باكستان الإسلامية أو أي قانون آخر مطبق مؤقتًا. ومن حق المحامي العام المشاركة في أعمال أي لجنة للهيئة التشريعية التي يجوز أن يعين كعضو فيها. لكنه لا يحق له التصويت. ويدافع المحامي العام ومكتبه عن مصلحة حكومة المنطقة ويحميها ويعطي التوجيهات القانونية القيمة لحكومة المنطقة لصياغة سياستها وتنفيذ قراراتها، والمحامي العام لمنطقة البنجاب هو أيضا بحكم وظيفته رئيس مجلس الهيئة القانونية لمنطقة البنجاب.
مكتب المحامي العام مرتبط ارتباطًا مباشرًا بالمحكمة العليا للمنطقة. قبل الاستقلال (1947)، أنشئت المحكمة العليا للنظام القضائي المختصة بالعقارات في بنجاب ودلهي في لاهور وكانت تسمى المحكمة العليا للنظام القضائي في لاهور. بعد استقلال باكستان، توقف اختصاص المحكمة العليا في لاهور على دلهي ثم شرق منطقة البنجاب. في 14 أغسطس 1947، استمرت المحكمة العليا للتفويض (لاهور)، 1947، في احتفاظ المحكمة العليا في لاهور بجميع الحقوق والصلاحيات والامتيازات التي تتمتع بها حتى الآن قبل اليوم المحدد. وأصبح المحامي العام للدومينيين في باكستان بديلاً عن الملك فيما يتعلق بمسائل التعيين، وما إلى ذلك، لقضاة المحكمة العليا في لاهور.

## المملكة المتحدة

### أسكتلندا
على مدار التاريخ، كانت حكومة المملكة المتحدة تستشير بشأن المسائل المتعلقة بالقانون الأسكتلندي رئيس النيابات العامة ولكن في أعقاب صدور قانون أسكتلندا لعام 1998 وإنشاء البرلمان الأسكتلندي وأصبح رئيس النيابات العامة عضوًا في السلطة التنفيذية الأسكتلندية.
كان من الضروري إنشاء وظيفة لتقديم المشورة للحكومة البريطانية في حكومة المملكة المتحدة|وستمنستر. لذا تم إنشاء المنصب الجديد المحامي العام لأسكتلندا. يختلف دور المحامي العام عن دور رئيس النيابات العامة في أنه مخول له فقط تقديم المشورة للحكومة البريطانية بشأن المسائل المتعلقة بالقانون الأسكتلندي، ويحتفظ رئيس النيابات العامة بمسؤوليته بصفته النائب العام في أسكتلندا ورئيس النيابة العمومية والادعاء العام عند نقله للسلطة التنفيذية الأسكتلندية.

### أيرلندا الشمالية
تم إنشاء منصب المحامي العام لأيرلندا الشمالية في أعقاب تفويض سلطات الشرطة والعدالة إلى المجلس التشريعي لأيرلندا الشمالية في 12 أبريل 2010. ويقدم النائب العام لأيرلندا الشمالية تقاريره للمجلس التنفيذي لأيرلندا الشمالية، وبناءً عليه، يقدم المحامي العام المشورة لحكومة المملكة المتحدة بشأن المسائل المتعلقة بقانون أيرلندا الشمالية. وقد شغل الوظيفة النائب العام لإنجلترا وويلز بحكم منصبه.

## الولايات القضائية الأوروبية الأخرى
تم إنشاء منصب المحامي العام في الأنظمة القانونية الفرنسية والهولندية وبعض من الأنظمة القانونية الأوروبية القارية الأخرى، حيث يدعم المحاكم العليا هؤلاء المسؤولون القانونيون. فإنهم ليسوا محامين يمثلون وكلاءهم أمام المحاكم. وليسوا قضاة أيضًا، بالرغم من أنهم أعضاء أساسيون بالمحاكم. فمهمتهم الأساسية هي تقديم المشورة القانونية للقضاة بشأن القضايا قيد الحكم. وقد يقومون أيضًا بدور الادعاء اعتمادًا على الدولة وعلى طبيعة القضايا (جنائية أو مدنية).
كان يوجد منصب المحامي العام (بالفرنسية avocat général) بالفعل في النظام القانوني الفرنسي قبل الثورة الفرنسية، وكان في المحاكم العليا وقتها (البرلمانات ومحاكم الجمارك، وغيرها.) وكان يقترح الحلول القانونية للقضاة في القضايا التي تخص الدولة أو الكنيسة أو عامة الشعب أو المجتمعات أو القصر. ومنذ الثورة الفرنسية، كان يوجد في المحكمة العليا وديوان المحاسبة ومحاكم الاستئناف ومحاكم الجنايات. ويقومون بدور ادعاء أكبر مما كان قبل الثورة الفرنسية، خاصة في محاكم الجنايات حيث تتم محاكمة المتهمين فيجناية.
المحامي العام جزءأيضًا من المحكمة الأوروبية العليا (ECJ)، حيث يوجد ثمانية منهم. تم إنشاء هذا المنصب بموجب المادة 252 من معاهدة عمل الاتحاد الأوروبي. وهم أعضاء رئيسيون في المحكمة لكنهم ليسوا قضاة. وليسوا في منصب مدع عام أيضًا، خلافًا لما ورد في النظام القانوني الفرنسي الحديث. ولا يشاركون في مداولات المحكمة، ولكنهم يساعدون في كل قضية ويقدمون آراءهم. فمن دور المحامي العام أن يقترح على المحكمة، بشكل مستقل تمامًا، حلاً قانونيًا بشأن القضية التي هي مسؤولة عنها. ولا يعتبر رأيه ملزمًا للمحكمة، على الرغم من العمل به في الواقع في كثير من الأحيان.